# Rint Sijbesma
Rint P. Sijbesma ist ein niederländischer Chemiker und Hochschullehrer an der TU Eindhoven (Makromolekulare und supramolekulare Chemie).
Sijbesma studierte Chemie an der Universität Utrecht mit dem Abschluss cum laude 1987 und wurde 1992 an der Radboud-Universität Nijmegen bei Roeland Nolte mit einer Dissertation über synthetische Rezeptormoleküle promoviert. Als Post-Doktorand war er bei Fred Wudl an der University of California, Santa Barbara, wo er über organische Chemie von Fullerenen forschte. 1992 ging er zur Gruppe von Bert Meijer an der TU Eindhoven und begann sich mit supramolekularen Polymeren zu befassen. Er war Assistenzprofessor, erhielt 2002 einen Pionier Grant der niederländischen Forschungsorganisation NWO, womit er über funktionale selbstaufbauende Polymere forschte, und wurde 2006 Professor.
Sijbesma ist für Forschungen bekannt über Polymere bzw. supramolekulare Verbindungen, die auf äußere Stimuli reagieren, zum Beispiel solche mechanischer Art (Mechanophor). Er gehörte mit Stephen L. Craig und Jeffrey S. Moore Mitte der 2000er Jahre zu den Pionieren auf diesem Gebiet. Zum Beispiel entwickelte er selbstaufbauende Hydrogele die die mechanischen Eigenschaften natürlicher faserhaltiger Gewebe nachbilden. Er entwickelte auch Polymere die bei mechanischem Reiz Licht emittieren und so als Sensoren für Schädigungen oder mechanische Spannungen auf molekularer Ebene dienen können und er entwickelte für mechanische Spannungen sensitive Katalysatoren mit „selbstheilenden“ Eigenschaften. Er entwickelte auch adaptive und nanostrukturierte Materialien wie Vitrimere und Polymerfilme auf Basis säulenförmiger Flüssigkristalle mit Anwendungen im 3D-Druck, als Beschichtung oder für organische ferroelektrische Materialien.
Er wandte in den 1990er Jahren mit anderen Fulleren-Derivate zur Unterbindung von HIV-Enzymen an.

## Schriften (Auswahl)
Außer die in den Fußnoten zitierten Arbeiten.
- mit F. H. Beijer u. a.: Reversible polymers formed from self-complementary monomers using quadruple hydrogen bonding, Science, Band 278, 1997, S. 1601–1604
- mit F. H. Beijer, H. Kooijman, A. L. Spek, E. W. Meijer: Self-complementarity achieved through quadruple hydrogen bonding, Angewandte Chemie International Edition, Band 37, 1998, Heft 1–2, S. 75–78
- mit J. H. K. Hirschberg u. a.: Helical self-assembled polymers from cooperative stacking of hydrogen-bonded pairs, Nature, Band 407, 2000, S. 167–170
- mit L. Brunsveld, B. J. B. Folmer, E. W. Meijer: Supramolecular polymers, Chemical Reviews, Band 101, 2001, S. 4071–4098
- mit E. W. Meijer: Quadruple hydrogen bonded systems, Chemical Communications, 2003, S. 5–16
- mit A. W. Bosman, E. W. Meijer: Supramolecular polymers at work, Materials Today, Band 7, Heft 4, 2004, S. 34–39
- mit J. M. J. Paulusse: Reversible Mechanochemistry of a PdII coordination polymer, Angewandte Chemie Int. Ed., Band 43, 2004, S. 4460–4462
- mit H. M. Keizer: Hierarchical self-assembly of columnar aggregates, Chemical Society Reviews, Band 34, 2005, S. 226–234
- mit J. M. J. Paulusse: Molekülbasierte Rheologieschalter, Angewandte Chemie, Band 118, 2006, S. 2392–2396
- mit J. M. J. Paulusse: Ultrasound in polymer chemistry: revival of an established technique, Journal of Polymer Science A: Polymer Chemistry, Band 44, 2006, S. 5445–5453
- mit T. F. A. De Greef u. a.: Supramolecular polymerization, Chemical Reviews, Band 109, 2009, S. 5687–5754
- mit A. Piermattei, S. Karthikeyan: Activating catalysts with mechanical force, Nature Chemistry, Band 1, 2009, S. 133–137